# Ватерберг (район)
Ватерберг  (афр. Waterberg) — район провінції Лімпопо Південно-Африканської Республіки. Має адміністративний код DC36. Адміністративний центр — місто Модімолле. Більшість населення розмовляє мовою північна сото.

## Назва
Назва району походить від гірського пасма Ватерберг.

## Географія

### Розташування
Район розташований на заході провінції Лімпопо. Межує:
- з районом Вембе (DC34) провінції Лімпопо на північному сході
- з районом Капрікорн (DC35) провінції Лімпопо на сході
- з районом Секхукхуне (CBDC3) провінції Лімпопо на південному сході
- з районом Нкангала (DC31) провінції Мпумаланга на південному сході
- з міським округом Цване (CBDC2) провінції Гаутенг на півдні
- з районом Боджанала-Платинум (DC37) Північно-Західної провінції на півдні
- з районом Нгака-Модірі-Молема (DC38) Північно-Західної провінції на південному заході
- державний кордон з Ботсваною на заході.

## Адміністративний поділ
Район поділяється на п'ять місцевих муніципалітети:
| Місцевий муніципалітет | Населення (2016 рік) | %     |
| ---------------------- | -------------------- | ----- |
| Могалаквена            | 325 291              | 43,62 |
| Лепхалале              | 140 240              | 18,81 |
| Мокгопонг/Модімолле    | 107 699              | 14,44 |
| Тхабазімбі             | 96 232               | 12,90 |
| Бела-Бела              | 76 296               | 10,23 |

## Демографія
За даними 2011 року у районі проживало 679 336 осіб.

### Статевий склад
| Стать    | Чисельність | %     |
| -------- | ----------- | ----- |
| Чоловіки | 381 493     | 51,16 |
| Жінки    | 364 265     | 51,16 |

### Мовний склад
| Мова             | Чисельність носіїв | %     |
| ---------------- | ------------------ | ----- |
| Північна сото    | 450 575            | 60,42 |
| Сетсвана         | 91 750             | 12,30 |
| Африкаанс        | 57 832             | 7,75  |
| Тсонга           | 47 738             | 6,40  |
| Південна ндебеле | 15 672             | 2,10  |
| Сесото           | 14 791             | 1,98  |
| Коса             | 11 763             | 1,58  |
| Англійська       | 7690               | 1,03  |
| Венда            | 7021               | 0,94  |
| Зулу             | 4284               | 0,57  |
| Сваті            | 1372               | 0,18  |